# Securidaca welwitschii
Securidaca welwitschii là một loài thực vật có hoa trong họ Polygalaceae. Loài này được Oliver miêu tả khoa học đầu tiên năm 1868.